# Caenagnathidae
Die Caenagnathidae sind eine systematische Gruppe der Dinosaurier innerhalb der Oviraptorosauria. Wie bei allen Oviraptorosauria handelte es sich um kleine bis mittelgroße, sehr vogelähnliche und wahrscheinlich gefiederte Theropoden mit einem stark verkürzten Schwanz und einem zahnlosen Schnabel. Während die andere Gruppe der Oviraptorosauria, die Oviraptoridae, sehr kurze Schädel und tiefe Kiefer zeigte, hatten die Caenagnathidae längere und dünne Kiefer sowie lange Beine. Die Caenagnathidae sind aus der Oberkreide Nordamerikas und Asiens belegt.

## Fossilbericht und Merkmale
Im Gegensatz zur Oviraptoridae, die durch zahlreiche guterhaltene und vollständige Skelette bekannt ist, sind von der Caenagnathidae erst wenige und fragmentarische Funde beschrieben worden. So sind von dieser Gruppe lediglich ein fragmentarischer Schädel, einige Unterkiefer und einige isoliert gefundene Knochen des sich dem Schädel anschließenden Restskeletts (Postkranium) bekannt. Funde, die eventuell ebenfalls der Caenagnathidae zugeschrieben werden können, schließen Nomingia mit ein, von dem unter anderem eine Wirbelsäule im natürlichen anatomischen Verbund erhalten ist.
Aufgrund des lückenhaften Fossilmaterials ist lediglich ein einziges Merkmal bekannt, das für die Gruppe unzweifelhaft charakteristisch ist (Synapomorphie) und sie von anderen Gruppen abgrenzt: der paarige Unterkiefer ist an der Symphyse verschmolzen. Weitere Synapomorphien könnten unter anderem das Fehlen eines zusätzlichen Mandibularfensters sowie die arctometatarsale Stellung des Fußes sein: So war der dritte Mittelfußknochen von vorne betrachtet nur im unteren Teil des Mittelfußes sichtbar, während er im oberen Teil durch die sich berührenden zweiten und vierten Mittelfußknochen verdeckt wurde. Ein Arctometatarsus findet sich bei Caenagnathiden, Avimimus und verschiedenen anderen Gruppen außerhalb der Oviraptorosauria, fehlt jedoch bei den Oviraptoridae.

## Forschungsgeschichte
Die Caenagnathidae wurde von Sternberg im Jahr 1940 erstbeschrieben. Der Name Caenagnathidae leitet sich von der heute ungültigen Gattung Caenagnathus ab und bedeutet so viel wie „moderne Kiefer“: Die Kieferknochen von Caenagnathus ähnelten stark denen der heutigen Urkiefervögel (Palaeognathae). Da es jedoch ungewöhnlich ist, Kiefer einer modernen Vogelgruppe in der Kreidezeit zu entdecken, nannte man den Dinosaurier Caenagnathus – „moderner Kiefer“. Heute gilt Caenagnathus als identisch mit Chirostenotes; da Chirostenotes jedoch bereits vor Caenagnathus beschrieben wurde, ist Chirostenotes der einzige heute gültige Name (Prioritätsregel).

## Arten
- Anzu wyliei
- Beibeilong sinesis[8]
- Chirostenotes pergracilis
- Chirostenotes sternbergi

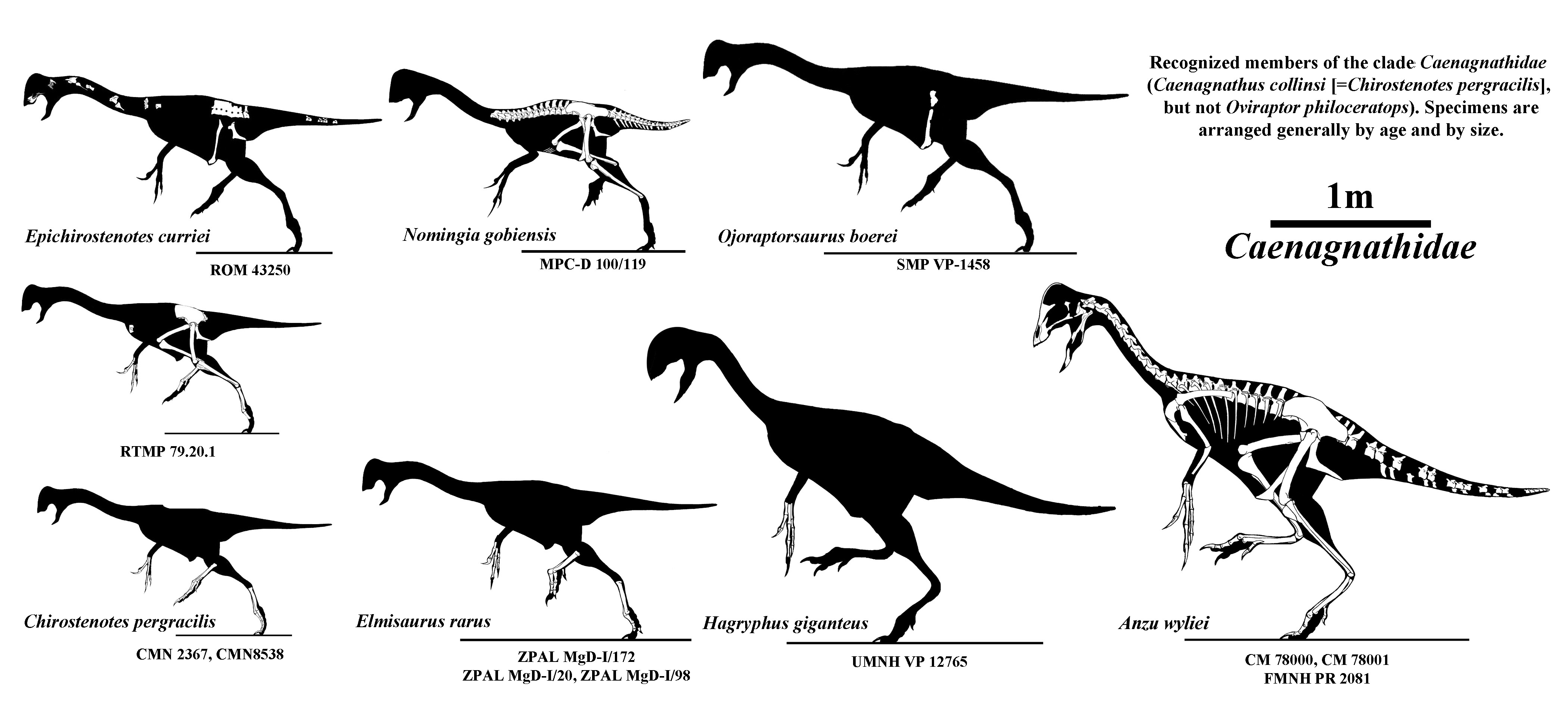
Rekonstruktionen verschiedener Caenagnathidae

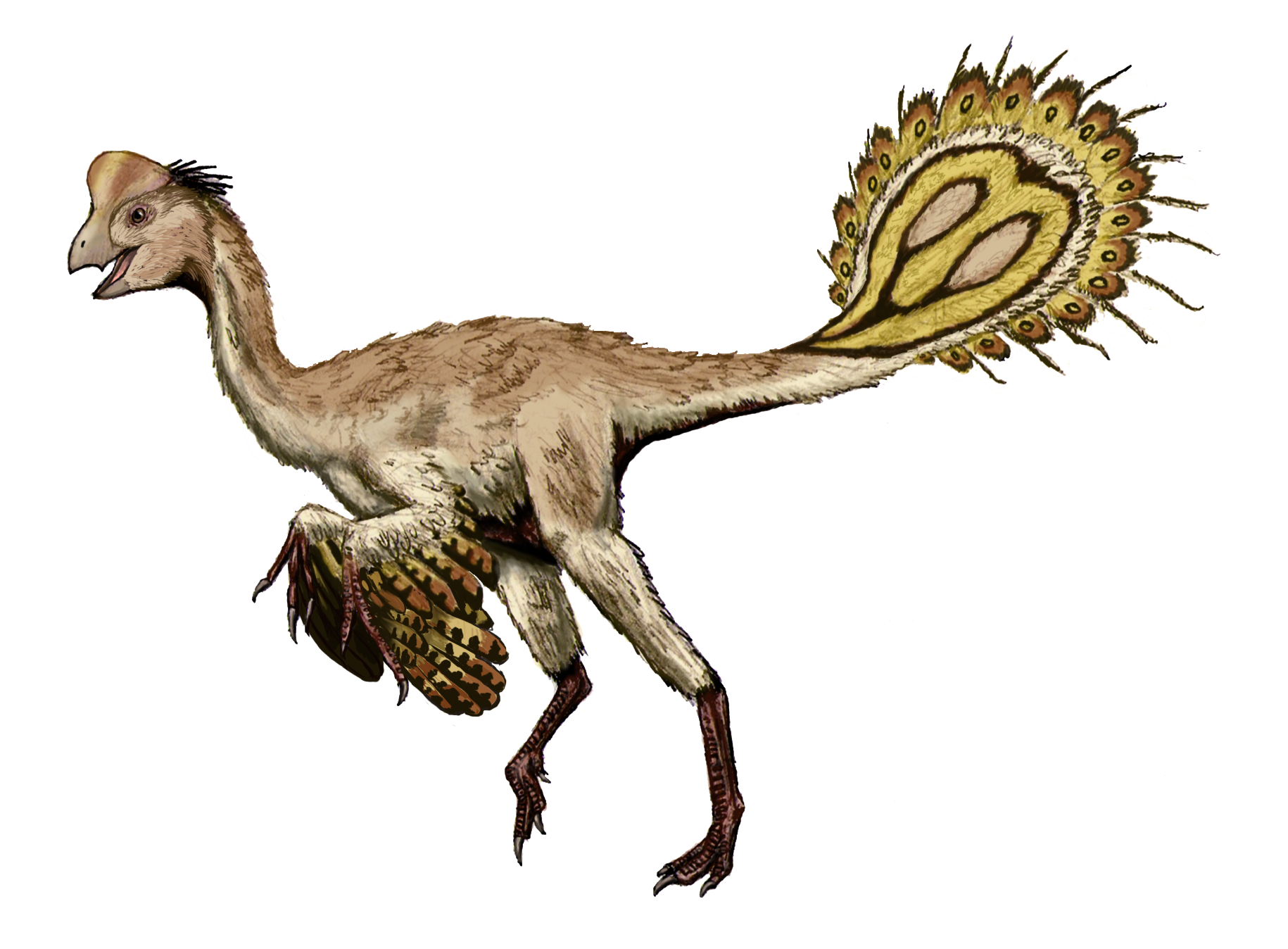
Lebendrekonstruktion von Nomingia gobiensis

- Chirostenotes sp., eine mögliche neue, noch unbenannte Spezies aus Montana (USA), von der das Bruchstück eines Unterkiefers bekannt ist.[9]
- Caenagnathasia martinsoni
- Elmisaurus elegans
- Hagryphus giganteus[10]
- ?Nomingia gobiensis, ein weiterer möglicher Caenagnathide.[3]
- ?Elmisaurus rarus, die Einordnung dieser Spezies als Caenagnathide ist jedoch umstritten.[4]